# فرهنگ جامع زبان فارسی
فرهنگ جامع زبان فارسی فرهنگی تاریخی است که از سال ۱۳۷۶ در «گروه فرهنگ‌نویسی» فرهنگستان زبان و ادب فارسی در دست تدوین است. جلد نخست این فرهنگ (حرف آ) در سال ۱۳۹۲ و جلد دوم آن (ا ـ اخیی) در سال ۱۳۹۶ منتشر شده‌است. جلدهای بعدی نیز به ترتیب حروف الفبا در سال‌های آینده منتشر خواهند شد.
علی‌اشرف صادقی، که ویراستار ارشد این فرهنگ است، بخش‌هایی از آن را در صفحهٔ خود در وبگاه academia.edu گذاشته‌است. این بخش‌ها از این قرارند: اطلاعات کتاب‌شناختی، نام دست‌اندرکاران، سرسخن، پیشگفتار، راهنمای استفاده از این فرهنگ، کلان‌ساختار، کتاب‌نامه‌ها، نشانه‌ها، و بخشی جزئی از متن فرهنگ که دربردارندهٔ مدخل‌های آ۱ تا آ۶، آب۱ و آب۲ است. گفتنی است مدخل آب۱ در این فرهنگ ۵۸ صفحه است.. به دلیل آنکه کامل شدن این فرهنگ به زمان زیادی نیاز دارد، فرهنگستان تصمیم گرفته‌است بخش‌های تدوین‌شده را به‌تدریج در وبگاه farhang.apll.ir قرار دهد.

## خلاصهٔ ویژگی‌ها و امتیازها
1. مبتنی بودن آن بر یک پیکرهٔ عظیم رایانه‌ای.
2. جامعیت آن. این فرهنگ، برعکس لغت‌نامهٔ دهخدا و فرهنگ‌هایی که بر اساس این کتاب نوشته شده‌اند، تمام ادوار زبان فارسی را پوشش می‌دهد. در لغت‌نامهٔ دهخدا جایگاه لغات و ترکیبات خاص فارسی دوره‌های تیموری و صفوی و قاجار تقریباً خالی است، درحالی‌که بخشی از منابع پیکرهٔ فرهنگ جامع از منابع دوره‌های تیموری و صفوی و قاجار تشکیل شده‌است.
3. تاریخی بودن آن.
4. دربرداشتن ریشه‌شناسی.
5. دربرداشتن لغات علمی امروز همراه با تعریف موجز و دقیق آنها.
6. دربرداشتن مصوّبات فرهنگستان زبان و ادب فارسی.[۲]
7. کاربرمدار بودن آن. در فرهنگ جامع در کلیهٔ موارد سهولت مراجعه به کتاب مدّ نظر بوده‌است. به همین جهت از استفاده از اختصارات نیز چشم‌پوشی شده‌است.[۳]

## دربارهٔ پیکره
به‌سبب حجم گستردهٔ آثار فارسی از آغاز تا امروز، به‌ناچار دست به گزینش آن‌ها زده شده، ولی کوشش بر آن بوده تا، در مورد متون قدیم، از همهٔ انواع منظوم و منثور، ازجمله متون حماسی، دینی، عرفانی، ادبی، علمی، سفرنامه‌ها، متون «عامیانه»، و در مورد منابع معاصر، از داستان‌ها، رمان‌ها، پژوهش‌های گوناگون، مقالات و سایر نوشته‌های مجله‌ها، روزنامه‌ها و وبگاه‌های اینترنتی و جز آن‌ها مدخل‌گزینی شود. از میان تصحیحات مختلف متون قدیم، معتبرترین آن‌ها برگزیده شده‌اند و، در مورد تصحیحات پراشکال موجود، آن تصحیح با برخی نسخه‌های خطی کتاب مقابله شده و متن تصحیح‌شده وارد پیکره شده‌است؛ از آن جمله‌اند: ترجمهٔ تفسیر طبری، تفسیر قرآن پاک و بعضی متون دیگر. در برخی موارد، ترجیح بر آن بوده که به جای متن‌های مصحَّح، نسخهٔ خطی کتاب‌ها خوانده و مدخل‌گزینی انجام شود، مثلاً، در مورد ذخیرهٔ خوارزمشاهی، چاپ عکسی آن به‌تمامی خوانده و واژه‌ها و شواهد آن وارد پیکره شده‌اند.

### واژه‌های تخصصی و پیکره
این پیکره واژه‌های عمومی زبان فارسی را دربردارد، هرچند واژه‌های تخصصی و علمی نیز در آن به‌وفور یافت می‌شود. در مورد واژه‌های تخصصیِ مربوط به رشته‌های علمی و فنی، افزون بر این پیکره، در هریک از شاخه‌های بخش تخصصی گروه فرهنگ‌نویسی، از منابع ویژه‌ای استفاده شده‌است. از آن میان به‌سبب اهمیت و فراوانی واژه‌های حرفه‌ها و پیشه‌ها، تعریف‌نگاری بخشی از این واژه‌ها مبتنی بر پژوهش‌های میدانی بوده‌است.

### گزینش واحدهای واژگانی و شواهد آنها
برای اطمینان بیشتر از اینکه حتی‌الامکان هیچ واحد واژگانی‌ای از دست نرود، برای متون کهن و معاصر از هر قرن یا دورهٔ تاریخی چند کتاب شاخص برگزیده شده و همهٔ واحدهای واژگانی و شواهد آن‌ها استخراج شده‌اند، مانند تاریخ بیهقی، شاهنامه، سمک عیار، مثنوی، تاریخ عالم‌آرای عباسی و جز آن‌ها از متون کهن و بوف کور، دایی جان ناپلئون، باغ بلور و سووشون و جز آن‌ها از متون معاصر. بدین‌سان، کوشش شده تا پیکرهٔ موجود همهٔ واحدهای واژگانی این متون را دربرداشته باشد. شایان ذکر است که در هر متن، هر واحد واژگانی حداکثر پنج بار گزینش شده‌است. برخی متون برجستهٔ منظوم قدیمی به‌طور کامل در پیکره گنجانده شده‌اند، یعنی دست‌کم یک واحد واژگانی هر بیت گزینش شده تا همهٔ ابیات این منظومه‌ها در پیکره وجود داشته باشند، از آن جمله‌اند، شاهنامه، همهٔ آثار منظوم سعدی، مولوی، دیوان حافظ و جز آنها.

### دو گونهٔ فارسی تاجیکی و فارسی افغانستانی
درست است که این فرهنگ، فرهنگ جامع زبان فارسی نام دارد، ولی این پیکره واژه‌ها و ترکیبات دو گونهٔ فارسی تاجیکی و دری افغانستانی را در برندارد. به‌سبب تنوع منابع تاجیکی و دری، که هرکدام گویش‌های خاص خود را نیز دارند، در تحریر اولیهٔ فرهنگ، منابع این دو گونهٔ زبانی مدخل‌گزینی نشده‌اند و تنها به برخی کاربردهای واحدهای واژگانی رایج در این دو گونهٔ زبانی اشاره شده‌است. با این همه در تحریرهای بعدیِ فرهنگ، حتماً آثار متعدد این دو گونهٔ زبانی خوانده و واژه‌ها و ترکیبات آن‌ها در فرهنگ گنجانده خواهد شد.

## دیدگاه‌ها و نقدها
- نقدی در وب‌نوشت حاصل اوقات به قلم سعید لیان[۸]
- نقدی در وب‌نوشت حاصل اوقات به قلم پژمان فیروزبخش[۹]
- سخنرانی حسن انوری دربارهٔ فرهنگ جامع زبان فارسی[۱۰]
- سخنرانی ابوالحسن نجفی دربارهٔ فرهنگ جامع زبان فارسی[۱۱]
- معرفی فرهنگ جامع زبان فارسی از زبان احسان شواربی[۱۲]
- نقدی به قلم اصغر ارشاد سرابی[۱۳]
- نقدی به قلم تقی پورنامداریان[۱۴]
- نگاهی به فرهنگ جامع زبان فارسی به قلم نیره خداداد شهری[۱۵]